# اوتانی ۹۸۴۴
سیارک ۹۸۴۴ (به انگلیسی: 9844 Otani، نامگذاری:1989WF1) نه هزار و هشتصد و چهل و چهارمین سیارک کشف شده‌است که در ۲۳ نوامبر ۱۹۸۹ کشف شد.
قدر مطلق سیارک برابر ۱۳٫۸۰ است.